# Tedros Teclebrhan
Tedros "Teddy" Teclebrhan (tigrinia ቴድሮስ ተኽለብርሃነ, ur. 1 września 1983 w Asmarze) – niemiecko-erytrejski aktor, komik, muzyk, aktor muzyczny i producent filmów internetowych.

## Życiorys
Tedros urodził się w stolicy Erytrei, Asmarze, 1 września 1983 roku. Matka Tedros nazywa się Ametelidet Teclebrhan i oprócz niego ma jeszcze dwójkę innych dzieci. Tedros jest najmłodszy. Gdy miał siedem miesięcy, matka wyjechała z Erytrei i przyjechała do Niemiec, aby uciec od wojny w ojczyźnie. Ojciec Tedrosa obiecał przyjechać później, jednak nie dotrzymał słowa. Tedros wraz z rodziną osiedlił i wychował się w miejscowości Mössingen. W dzieciństwie spędził rok w domu młodzieżowym na zasadzie wolontariatu i kolejny rok na wymianie studenckiej pod nadzorem swojej ciotki w Kanadzie. W Kanadzie postanowił przejąć kontrolę nad swoim życiem i zostać aktorem. Po powrocie do Niemiec ukończył szkołę średnią, a naukę w prywatnej szkole aktorskiej w Stuttgarcie (Internationale Schauspielakademie CreArte, 2005-2008) finansował pracą tymczasową.

## Kariera
Swoje doświadczenie w branży filmowej zdobył w 2006 roku, gdy w trakcie współpracy z Akademią Filmową Ludwigsburg (Filmakademie Baden-Württemberg) i Internacjonalną Szkołą Filmową w Kolonii (Internationale Filmschule Köln), nakręcił swój pierwszy film pt. Bales. W 2009 roku po raz pierwszy wystąpił zawodowo w wieczornym serialu telewizyjnym. Doświadczenie sceniczne zdobywał jako aktor muzyczny. Jego charakterystyczny sposób mówienia, wtórny etnolekt, zawiera elementy gwar szwabskich i sąsiedzkiego lub migrującego niemieckiego.
Pod koniec 2009 roku Teddy zdobył rolę w musicalu Hairspray i do września 2010 grał w nim rolę Seaweed J. Stubbsa. W tym samym roku został przyjęty do roli bełkotliwego najemcy stacji benzynowej Petera Gessesse w serialu Laible und Frisch w stacji telewizyjnej SWR. Teddy kręci także zdjęcia dla ZDF, m.in. w roli nadreńskiego handlarza narkotyków Moela w serialu kryminalnym Komisarz Stolberg.
Teddy Teclebrhan osiągnął swój wielki przełom w 2011 roku, kiedy otrzymał kontrakt na produkcję własnego programu telewizyjnego: Teddy Show. ZDFneo wyemitowało odcinek pilotażowy 1 września 2011 roku, w dniu jego 28. urodzin.

## Nagrody
- 2016: Deutscher Schauspielpreis w kategorii Starker Auftritt[7]
- 2020: Goldene Kamera Digital Award w kategorii Best of Entertainment
- 2020: Sondermann w kategorii Komische Kunst
- 2024: Bambi w kategorii Comedy[8]

## Literatura
- Helga Kotthoff, Daniela Stehle: Wasch labersch du?“ – Komische Vagheit in der Ethno-Comedy – Die Internet-Komik des Tedros „Teddy“ Teclebrhan. W: Simon Meier: Dialog und (Inter)Kulturalität. Theorien, Konzepte, empirische Befunde. Tübingen: Narr Francke Attempto Verlag, 2014, s. 217-237. ISBN 978-3-8233-6906-6. (niem.).